# Guyot

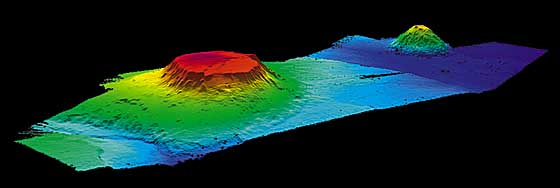
El guyot Bear Seamount

Un guyot és una muntanya submarina aïllada que té la forma d'un tronc de con, amb la part superior aplanada, que es troba a una fondària superior a 200 metres. El diàmetre de la seva part superior pot arribar a superar els 10 quilòmetres.

## Història

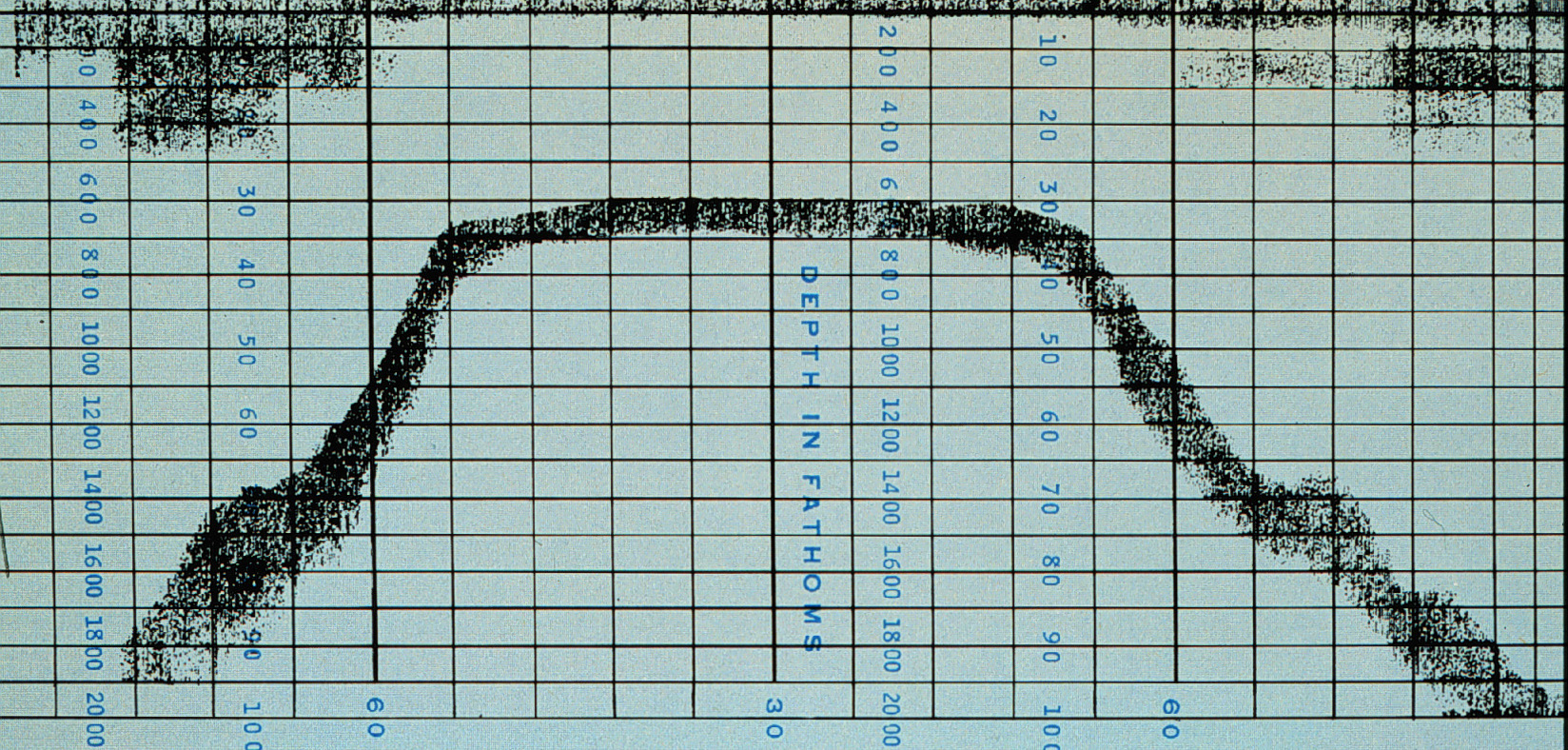
Imatge d'un guyot obtinguda per Hess amb una sonda d'ultrasons.

La denominació de guyot va ser creada l'any 1946 pel geòleg estatunidenc Harry Hammond Hess (1906 – 1969) en honor al geògraf i geòleg suís Arnold Henry Guyot (1807 – 1884) i la va aplicar a un tipus de muntanya submarina de cim aplanat que havia descobert al Pacífic occidental en analitzar la batimetria del fons oceànic amb una sonda nàutica durant el seu servei com a oficial de la Marina dels Estats Units durant la Segona Guerra Mundial. Hess va considerar que es tractava d'antics volcans que s'aixecaven uns 3.000 metres des del fons de l'oceà, que havien estat escapçats per l'erosió abans d'acabar submergits, de manera que ara els seus cims plans estaven situats a una fondària d'entre 1.000 i 2.000 metres sota la superfície.

## Formació
L'any 1950 el dragatge del cim d'alguns guyots va revelar la presència de roques calcàries d'aigües poc profundes del període Cretaci. Posteriors dragatges van demostrar la presència habitual de fàcies i fòssils d'aigües poc profundes del Cretaci sobre els fonaments volcànics dels guyots. Com per exemple hexacoral·lis i rudistes, uns bivalves típics de les plataformes carbonatades, ambdós constituents típics dels esculls de corall. La part superior aplanada dels guyots no seria deguda a l'erosió, sinó a la deposició que es produeix a les plataformes carbonatades d'aigües poc profundes.
L'evolució estratigràfica que s'observa als guyots permet incloure'ls dins la seqüència de l'evolució de les illes volcàniques subsidents de Darwin, com l'etapa final. Darwin va explicar l'origen dels atols a partir del seu creixement al voltant d'una illa volcànica que s'enfonsa, primer el corall forma un escull de franja, a mesura que l'illa continua la seva subsidència l'escull esdevé un escull de barrera i, quan finalment l'illa s'acaba d'enfonsar, l'illa esdevé un atol. El guyot seria el resultat de la continuació de l'enfonsament de l'illa, la seva part superior serien les restes de l'atol submergit.